# 大灣村
大灣村（英語：Tai Wan Tsun）是香港觀塘區九龍灣一條已拆卸的村落，原位於現今淘大花園範圍及佐敦谷一帶。

## 歷史
大灣村是一條客家村落，不晚於19世紀中期立村，位於牛池灣與牛頭角之間。大灣村農田延伸至佐敦谷出海口，後山亦被開闢成採礦場。1911年，大灣村有華人人口17人。1914年，大灣村原部份被拆卸，地皮建成一所玻璃工場（新九龍內地段第53號），由實業家張弼士營辦。1933年，地段由淘化大同購入改成醬油食品工場。1950年代初，政府拆卸大灣村餘下部份，當時村內尚有十餘戶人家，地皮於1960年建成佐敦谷徙置區。